# Fjällröding
Fjällröding eller bara röding (Salvelinus alpinus) är en laxartad fiskart som först beskrevs av Carl von Linné, 1758. Arten ingår i släktet rödingar (Salvelinus), och familjen laxfiskar. Fjällrödingen är världens nordligaste sötvattenfisk. IUCN kategoriserar arten globalt som livskraftig.

## Utbredning och systematik
Fjällröding förekommer i Norra ishavet, Storbritannien, Norge, Sverige, Finland, Island, norra Ryssland samt i Sibirien. Dessutom förekommer den i europeiska bergsområden som Alperna och Pyrenéerna i regioner till 2 600 meter över havet. I Nordamerika finns arten i sjöar i Québec, Maine och New Hampshire.
Arten delas upp i två underarter:
- S. a. erythrinus (Georgi, 1775) (oklar underartsstatus) – förekommer i glaciärsjön Frolikha (i Frolichinskij naturreservat(ru)[7]) och andra bergssjöar i avrinningsområdet för floderna Kuanda(en) och Chara i Transbajkal i Ryssland.[8]
- S. a. alpinus – övriga utbredningsområdet

## Utseende
Fiskens färgteckning är beroende på levnadsområdet men till skillnad från de flesta fiskar i släktet Salmo har den en vit del vid buk- och analfena. Under fjällrödingens lektid skiftar fiskarnas vita buk färg till röd. Arten har mycket små fjäll. Vuxna djur är vanligtvis 40–85 cm långa och kan väga uppemot 8,5 kg. 
Den högsta åldern för fjällöring som rapporterats är 40 år.

## Ekologi
Fjällröding trivs bäst i kallt och klart vatten, till exempel i djupa fjällsjöar. I havet finns fjällröding alltid nära kustlinjen. Den vistas gärna djupt i sjön. Den livnär sig av larver, insekter, musslor och småfiskar, till exempel elritsa. Mindre fjällrödingar äter plankton.
Till skillnad från öringen födosöker röding i lägre vattentemperaturer. Därför blir fångsten i sjöar som har både röding och öring oftast mest röding vintertid. Det förekommer i mindre vattendrag att rödingen även livnär sig på sin egen art. Till skillnad från öringen så är det mer utbrett att rödingen rör sig i mindre stim.
För parningsbeteendet finns två varianter. Vid lek september–januari läggs rommen på växter i strandlinjens närhet. Vid lek juli–augusti läggs rommen på bottnen 20–80 meter under vattenytan.

## Fjällrödingen och människan
Fjällrödingen har en mängd olika historiska namn enligt Kent Andersson. Ofta kallas den bara för röding. Den kallas även rör.
Den är Lapplands landskapsfisk.